# Kongasso
Kangasso este o comună din regiunea Béré, Coasta de Fildeș.